# Texas City
Texas City je město ve Spojených státech amerických. Nachází se v okrese Galveston County ve státě Texas. Ve městě žije přibližně 52 tisíc obyvatel a jeho rozloha činí 480,6 km². Leží na jihozápadním pobřeží Galvestonského zálivu v regionu zvaném Gulf Coast. V okrese Galveston je třetím nelidnatějším městem po Galvestonu a League City. Leží asi 16 kilometrů severozápadně od Galvestonu a 60 kilometrů jihovýchodně od Houstonu. 
Město je známé mj. jako dějiště Katastrofy v Texas City, která se zde odehrála v roce 1947 a který zničila většinu města. Kromě toho, že jde o významný přístav, je město Texas City známé také jako místo zpracování ropy a zemního plynu; ve městě je dominantní těžký průmysl. Je 69. nejlidnatějším městem v Texasu a 719. nejlidnatějším městem v USA. Asi 36 % obyvatel tvoří běloši, 31 % Hispánci, 27 % Afroameričané a 1 % Asiaté. 